# Лорди — члени Комітету Адміралтейства

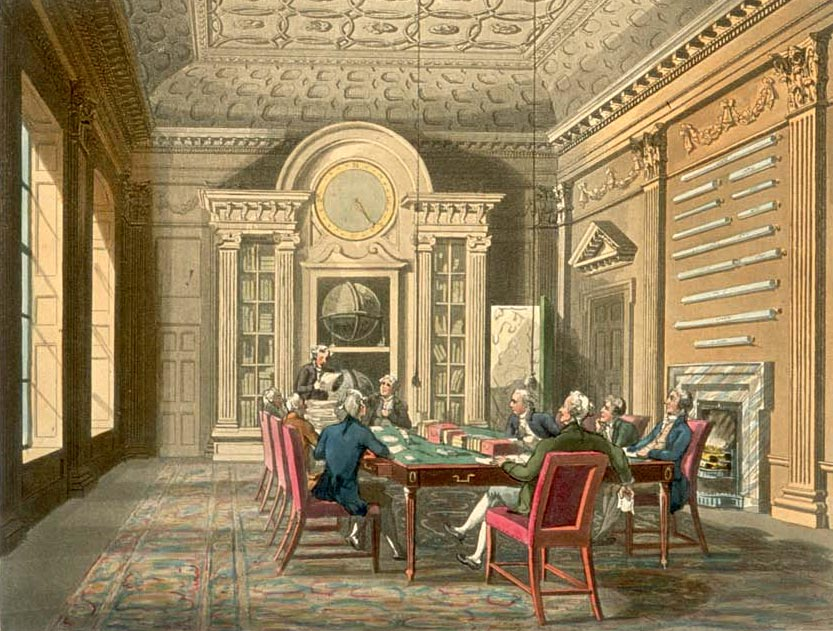
Засідання Адміралтейського комітету, бл. 1808 року

Лорди — члени Комітету Адміралтейства (також — лорди засідателі, англ. Lords Commissioners of the Admiralty) — члени британського Комітету Адміралтейства, які здійснювали управління Королівським флотом Великої Британії. Безпосереднє командування до 1806 року покладалось на Адмірала флоту.

## Історія
Посада Верховного Лорд-Адмірала була створена для управління Королівським флотом приблизно 1400 року. Верховний Лорд Адмірал був одним з вищих посадових осіб держави. Обов'язки за посадою могли виконуватись однією людиною (що відбувалось до 1628 року), напряму Короною (що було у 1684—1689 роках), або Комітетом Адміралтейства.
Офіційне найменування — Члени комітету з виконання обов'язків Лорда Верховного Адмірала Сполученого королівства Великої Британії та Північної Ірандії й ін. (англ. Commissioners for Exercising the Office of Lord High Admiral of the United Kingdom of Great Britain and Northern Ireland &c.; залежно від історичного періоду закінчення могло змінюватись — «Англії», «Великої Британії», «Сполученого королівства Великої Британії та Ірландії»), Лорди — члени Комітету Адміралтейства існували тільки тоді, коли посада Верховного Лорд-Адмірала була колегіальною, тобто її займала не одна особа, а спеціальна комісія. У ті періоди, коли цю посаду займала одна людина, при ньому діяла Рада Лорда Верховного Адмірала (англ. Council of the Lord High Admiral), яка допомагала Лорду Верховному Адміралу й по суті виконувала багато з обов'язків Комітету Адміралтейства (англ. Board of Admiralty).
Після того, як виконувач обов'язків Лорда Верховного Адмірала герцог Йоркський, що був католиком, був усунутий від посади відповідно до «Акту про присягу» 1673 року, було складено Комітет, до складу якого входило від 12 до 16 членів Таємної ради, які не отримували жалування від флоту. У 1679 році порядок було змінено, кількість членів Комітету було знижено до семи, їм було призначено жалування, й вони не обов'язково були членами Таємної ради. Так було (за винятком періодів 1702−1709 та 1827−1828 років, коли призначався один Лорд-адмірал) до самого злиття Адміралтейства з Міністерством оборони у 1964 році.

## Склад
Комітет Адміралтейства зазвичай складався з Морських лордів (тобто чинних адміралів; англ. Naval Lords або англ. Sea Lords) і Цивільних лордів (тобто політиків; англ. Civil Lords).
Починаючи з 1831 року Адміралтейству підпорядковувався також адміністративний орган — Військово-морський комітет (англ. Navy Board), з його підкомітетами: Комітетом постачання (англ. Victualling Board) й Комітетом з хворих і поранених (англ. Sick and Hurt Board). До 1756 та після 1794 року існував також Транспортний комітет (англ. Transport Board). Окремо стояв Комітет з озброєння (англ. Ordinance Board), що працював в інтересах як флоту, так і армії. Структура підпорядкування змінювалась, й за різних часів членство в Адміралтейському комітеті могло автоматично надавати — або не надавати — членство у Військово-морському комітеті.
Тільки частина лордів-засідателів були професіоналами, решта отримували пости як члени урядової партії в обмін на політичну підтримку. Тому від них не очікували більшої участі, ніж підписувати папери, що проходили через їхні кабінети (все офіційне діловодство велось у 3-х примірниках). Так, за міністерства лорда Норта, за часів Американської війни за незалежність, тільки два з семи членів комітету були моряками. За подібної бюрократії тим більше важливими були енергійні голови та секретарі, які знають справу, які часто вели всю поточну роботу. Наприклад, голова Військово-морського комітету з 1778 до 1780 року Чарльз Мідлтон, до часу Трафальгара сам став Першим лордом.
Голова Комітету зазвичай йменувався Першим лордом Адміралтейства (англ. First Lord of the Admiralty) або Першим лорд-засідателем Адміралтейства (англ. First Lord Commissioner of the Admiralty), він був членом Кабінету. Після 1806 року Першим лордом Адміралтейства завжди була цивільна особа, а професіонал, який очолював флот, називався (і називається) Перший морський лорд. Починаючи з 1805 року за різними Морськими лордами закріплялись специфічні обов'язки; наприклад, у 1941 році структура Комітету Адміралтейства була такою:
- Перший морський лорд (начальник Воєнно-морського штабу)
  - Заступник начальника Воєнно-морського штабу (розвідка, оперативна робота, навігаційна служба)
- Другий морський лорд (начальник кадрової служби флоту)
- Третій морський лорд (контролер флоту)
  - Заступники контролера (дослідження, науково-технічні розробки, будівництво і ремонт)
- Контролер будівництва й ремонту торгових суден
- Четвертий морський лорд (начальник служби постачання)
- П'ятий морський лорд (начальник Повітряних сил флоту)
- Цивільний лорд (глава комунально-господарської служби)
- Парламентські секретарі (контракти й закупки)
- Постійні секретарі (всі департаменти й відділи Секретаріату, Військовий архів)

Кворум Комітету складався з двох лордів і секретаря.

## Звертання
Загальним титулом для Лордов — членів Комітету Адміралтейства був «Вельмишановні Лорди — члени Комітету Адміралтейства» (англ. The Right Honourable the Lords Commissioners of the Admiralty), однак часто використовувались такі короткі форми, як «їх милості лорди», або «Їх Лордства» (англ. Their Lordships) або «Мілорди — члени Комітету Адміралтейства» (англ. My Lords Commissioners of the Admiralty); до окремих членів застосовувалось титулування «лорд» (наприклад, лорд Сандвіч), і звернення «мілорд» або «Ваше лордство» (англ. Your Lordship). Як неформальна коротка назва використовувалась «Лорди Адміралтейства» (англ. The Lords of the Admiralty).

## Ліквідація
З ліквідацією самостійності Адміралтейства та його злиттям з Міністерством оборони у 1964 році контроль над воєнно-морським флотом перейшов до Ради оборони Сполученого королівства (англ. Defence Council of the United Kingdom), куди Адміралтейський комітет (англ. Admiralty Board) входить поряд із комітетами інших видів збройних сил — Армії та Королівських ВПС.
У Раді оборони головує Державний секретар з оборони, він же є за сумісництвом головою всіх трьох підпорядкованих комітетів, а посада Першого лорда Адміралтейства припинила існування. Сучасний Адміралтейський комітет збирається у повному складі двічі на рік. Він складається з двох нерівних частин: міністри-політики з одного боку й решта членів, флотських і цивільних професіоналів, в тому числі Морських лордів, з іншого. Вони й утворюють всередині Адміралтейського комітету новий Воєнно-морський комітет (англ. Navy Board), який займається повсякденною діяльністю флоту.
Титул Верховного Лорд-Адмірала було передано Короні (тобто чинному монарху), однак Перший, Другий і Третій Морські лорди все ще існують.